# Gurren Lagann
Tengen Toppa Gurren-Lagann (天元突破グレンラガン Tengen Toppa Guren Ragan, "Atraviesa el cielo Gurren Lagann"?) es una serie de anime, creada por Hiroyuki Imaishi en el estudio de anime Gainax, junto Aniplex y Konami. Su emisión en TV Tokyo comenzó el 1 de abril de 2007 y finalizó el 30 de septiembre de 2007.
Konami lanzó un videojuego para la Nintendo DS en Japón basado en la serie, además incluye un episodio especial del anime. Se licenció en Estados Unidos el 30 de junio de 2007 por parte de ADV Films.[cita requerida]
Dos películas recopilatorias fueron lanzadas entre 2008 y 2009, la primera agregando escenas de animación nuevas, y la segunda siendo según sus creadores, el verdadero final.

## Argumento
Gurren Lagann tiene lugar en un futuro donde la Tierra está dominada por el Rey Espiral, Lord Genome, que obliga a la humanidad a vivir en aldeas subterráneas aisladas. Estos pueblos no tienen contacto con el mundo de la superficie u otros pueblos, estando bajo la constante amenaza de terremotos. Los cavadores son aldeanos reclutados para expandir las casas subterráneas cada vez a mayor profundidad. Simón, un joven cavador pusilánime, repudiado por los demás, halla protección en la figura fraternal de su mejor amigo, Kamina, un excéntrico delincuente. Kamina anima a Simón a unirse a su banda, la Brigada Gurren, para ayudarle a cumplir su sueño de ver el mundo de la superficie. Un día, Simón desentierra una llave con forma de taladro, el Taladro Núcleo, y un pequeño mecanoide que parece una cara, el Ganmen. Poco después, un enorme Ganmen cae atravesando el techo y ataca al pueblo, perseguido por una chica llamada Yoko, que intenta repeler al Ganmen. Simón usa su Taladro Núcleo para activar al pequeño Ganmen (que Kamina llama Lagann), y con él destruye al grande y llega hasta la superficie.

## Personajes
- Simón (Voz: Tetsuya Kakihara, Takayuki Sugō (mayor)):

Protagonista principal. Es un niño de catorce años tímido y desconfiado cuyo talento inicial en la serie es excavar, posee un enorme espíritu espiral que posteriormente irá desarrollando junto con su determinación a través de la serie.
- Kamina (Seiyu: Katsuyuki Konishi):

Coprotagonista principal. Líder y fundador de la Brigada Dai Gurren, compañero, amigo y "Hermano" de Simón, es un tipo con mucho carácter, su valentía, perseverancia y optimismo son cualidades que lo representan. Posteriormente infunde seguridad y fe en todos con quienes se topa. - Primer piloto del Gurren - y siente una gran atracción hacia Yoko.
- Yoko (Seiyu: Marina Inoue):

Compañera de viaje de Simón y Kamina, Es una excelente tiradora. Las cualidades que la caracterizan son su sensualidad, determinación y gran sentido de compromiso a la Brigada Dai Gurren, en el anime se ve cierta atracción por Kamina y siempre va acompañada de su rifle eléctrico. Apoya a Simón para que siga adelante y se convierta en el líder de la Gran Brigada Dai Gurren.
- Nia (Seiyu: Yukari Fukui):

Es una misteriosa chica encontrada por Simón. En aquel momento no ha tenido contacto con humano alguno exceptuando su padre que a su vez es su creador. Las cualidades que la caracterizan es la fe por los otros, pacífica e inocente. Durante los viajes con la brigada Dai Gurren, descubre un mundo que no conocía y desarrolla una fuerte empatía hacia Simón.

### Robots (Ganmen)
- Lagann: Es el robot que encuentra Simón excavando, Kamina le da su nombre y tiene como habilidad unirse con otros ganmen y sacar cualquier cantidad de taladros de todas formas y tamaños. Es un arma antigua

- Gurren: Es el robot de Kamina, lo consigue tras arrebatárselo a un enemigo con ayuda de Simón. Por sí solo, no se diferencia mucho de un ganmen normal. Gurren significa "carmesí". Cabe destacar la cantidad de pilotos que llega a tener el Gurren a lo largo de la serie: un hombre-bestia, Kamina, Rossiu, Yoko, Kinon, Darry y Viral.

- Gurren-Lagann: Es la unión del Lagann de Simón y el Gurren de Kamina, básicamente, el Lagann se unía al Gurren en la parte superior, tomando los controles de este, no obstante, el control del Gurren-Lagann es compartido por los dos pilotos y, según Rossiu, su principio es el del trabajo en equipo. Lleva unas gafas de sol enormes en el pecho como las de Kamina y puede sacar taladros de cualquier parte de su cuerpo.

- King Kittan: Es el Ganmen de Kittan. Tiene forma semejante a una banana, o a una estrella más precisamente. Es un poderoso Mecha con habilidades de perforar y cortar. Su final es en el episodio 25, cuando Kittan se sacrifica junto con su Mecha para destruir la "Muerte Espiral" y liberar al resto de la Brigada Gurren, el logra "copiar" la técnica del Gurren-Lagann "Giga Drill Breaker" y convertilo en el "King Kittan Giga Drill Breaker".

- Enki: El Ganmen de Viral, el casco del Gurren-Lagann es original de este Ganmen. Enki también es un Dios de la mitología babilónica.

- Enkidu: Después de que le quitaran el casco a Enki, Viral le hace reemplazar por una hoja navaja en su lugar, cambiándole el nombre a Enkidu. Su nombre es el mismo que Enkidu, compañero de aventuras del rey y héroe mitológico Gilgamesh.

- Enkidudu: La tercera versión de Enki, aparece al final del segundo arco argumental y a lo largo del tercero. La hoja de Enkidu ha desaparecido y en cambio se le han colocado 2 brazos más, teniendo así 4.

- Tengen Toppa Enkidulga: La versión "Tengen Toppa" y más poderosa de Enki, solo sale en la película "Lagann-hen", tiene 14 brazos y una espada para cada uno.

- Dai-gunzan: Más tarde renombrado Daigurren, el prefijo "Dai" significa grande. Era una Fortaleza-Ganmen de los Hombres-Bestia que Simón y sus compañeros roban después de una sacrificada y dolorosa lucha contra el General Thymilph.

- Byakou: El ganmen personalizado de Thymilph, poseía una especie de tridente/oz con la que podía lanzar rayos de energía y atacar cuerpo a cuerpo.

- Dai-gunkai: El ganmen de transporte de Adiane, es un submarino con forma de gusano-serpiente.

- Sayrune: El ganmen personalizado de Adiane, se puede adoptar dos formas, andromorfo y como un escorpión.

- Dai-gundo: El ganmen de transporte de Guame, es una media esfera gigantesca que puede rotar sobre sí misma generando un tornado con ayuda de la Ciudad Capital Teppelin.

- Gember: El ganmen personalizado de Guame.

- Dai-gunten: El ganmen de transporte de Cytomander, puede volar, muy similar a una nave espacial.

- Shuzack: El ganmen personalizado de Cytomander.

- Teppelin: La capital imperial, también llamada Dekabutsu, un ganmen gigantesco donde reside el rey espiral.

- Lazengann: El ganmen personalizado del rey espiral, emite una señal y energía igual a la del Lagann, es de color negro y al igual que Laggan puede sacar taladros, además posee una cola y una gigantesca boca con dientes en el pecho-estómago.

- Lazengan Overload: El ganmen final del rey espiral, lo usa para parar el golpe de Anti-spiral.

- Grapearl: La versión producida en masa del Gurren-Lagann, los manejan una serie de jóvenes, incluidos Gimmy y Dari entre ellos. los Gulaparl poseen armamento como lanzamisiles y ametralladoras.

- Mugann: Literalmente, sin cara. Aparecen en el tercer arco argumental como nuevos enemigos de la humanidad, son una especie de robot de estado molecular muy frágil que se sostienen por un campo de energía y que cuando son destruidos se convierten en energía pura que explota al contacto.

- Arc-Gurren: La nave espacial de Lord genome, es descubierta por Rossiu, esta se encontraba bajo la ciudad Kamina (la Antigua ciudad Teppelin). También es un ganmen, por lo cual puede fusionarse con el Gurren-Lagann.

- Arc-Gurren-Lagann: La unión del Arc-Gurren con el Gurren-Lagann, es curioso que, al ser tan grande la cabina del piloto, es necesario un ganmen de tamaño estándar para manejarla.

- Cathedral Terra: al principio disfrazado como la Luna del planeta, una nave de batalla de proporciones gigantescas, mucho más grande que Dekabutsu. Se renombrará como "Chou Ginga Dai Gurren" que podría traducirse como Súper Gran Gurren Galáctico. Esta había sido capturada por los Anti-Espiral y pensaban estrellarla contra la tierra para extinguir a la humanidad. Al igual que el Arc-Gurren, se puede fusionar con el Gurren-Lagann utilizando el Arc-Gurren como intermediario. fue utilizada para recuperar la luna de la dimensión a la que fue enviada.

- Chou Ginga Gurren-Lagann: Después de salir del océano anti-espiral, Simón adquiere suficiente fuerza espiral para trasformar esta mole, según datos dados por el director, las gafas en forma de estrella que Simón tiene en la cara es un homenaje de parte de Simón a Kittan, quien les permitió crearlo cuando sacrificó su vida destruyendo la máquina que creaba el océano anti-espiral.

- Tengen Toppa Gurren-Lagann: El mecha final definitivo y quien da nombre a la serie, fue creado con el poder espiral de cada miembro de la brigada Dai Gurren combinado con el universo de los anti-espirales. Su tamaño es proporcional a su poder. Es más grande que una galaxia y posee veinte caras. Sus poderes varían según quien posea el control, así, si lo maneja Yoko, aparece su rifle, si lo controla Viral aparecerán sus espadas.

- Tengen Toppa Solvernia:El Tengen toppa ganmen de Nia y el único Ganmen que pilotea en toda la serie.

- Chou Tengen Toppa Gurren-Lagann: Este mecha solo sale en la segunda película "Tengen Toppa Gurren-Lagann Laggan-hen" y es el resultado de la unión de todos los Tengen Toppa de cada miembro de la Brigada producidos cuando el Tengen Toppa Gurren-Lagann es destruido en trozos. Está hecho totalmente de energía menos un núcleo que viene a ser el Tengen Toppa Gurren-Lagann y unas gafas gigantes que lleva. En un momento de la historia, se descubre que los ganmens tienen dos fuentes de alimentación: la energía solar-eléctrica y la Fuerza Espiral; eso explica por qué solo pueden atacar de día los ganmens controlados por los humanos-bestia pues ellos (los hombres-bestia) no tienen la capacidad de crear energía espiral y porque los humanos pueden manejarlos en la noche. En dado caso, los ganmens que manejan los humanos tienen una desventaja, si el humano tienen hambre, esta inconsciente o muere, el ganmen no puede moverse.

Cabe destacar, que muchos de estos mechas adquieren una versión mucho más grande de ellos durante la guerra contra los anti-espirales, es decir, utilizan mechas aún más grandes que deben ser pilotados por los ganmen de tamaño estándar. El ganmen de Kittan es uno de los ganmen gigantes que se ven en la serie durante los últimos capítulos.

## Contenido de la obra

### Anime
La serie de anime está compuesta por 27 episodios, dirigida por Hiroyuki Imaishi y producida por el estudio Gainax, junto Aniplex y Konami. Su emisión en TV Tokyo comenzó el 1 de abril de 2007 y finalizó el 30 de septiembre de 2007.
El 30 de mayo de 2025, Aniplex of America anunció que la serie recibirá un doblaje en español latino, la cual se estrenará próximamente.

#### Banda sonora
- Opening:
  - Sorairo Days, de Shoko Nakagawa. A destacar el cambio de letra de la canción en el tercer arco argumental.

- Endings:
  - Underground, de High Voltage. Entre los episodios (1-15).
  - Happily Ever After, de Shoko Nakagawa. Únicamente en el episodio (16).
  - Minna no Peace, de Afromania. Entre los episodios (17-27).

- Banda sonora:
  - "Tengen Toppa Gurren-Lagann Soundtrack", "Rap wa Kan no Tamashii da!" de Iwasaki Taku.

### Manga
El manga de Tengen Toppa Gurrren-Lagann, ilustrado por Mori Kotaro comenzó su publicación en la revista de shonen japonés Dengeki Comic Gao! el 27 de abril del 2007 y finalizó su impresión en la revista el 27 de febrero del 2008 porque la revista fue cancelada y siguió en la revista Dengeki Daioh también de MediaWorks. El primer volumen salió a la venta el 27 de septiembre del 2007 con los cinco primeros capítulos y el segundo el 27 de marzo del 2008.
La historia del manga sigue el mismo argumento del anime, sin embargo, hay varios cambios de acontecimientos además de la adición de historias pasadas que llenan varios vacíos del anime, como la relación entre Dayakka y Kyoh.

### Películas
Una película animada titulada Gurren Lagann The Movie: Childhood's End ' (劇場版天元突破グレンラガン螺巌 ?  "Gekijōban Tengen Toppa Guren Ragan Guren Hen"), una vez más dirigida por Hiroyuki Imaishi, y escrito por Kazuki Nakashima, fue producida por Gainax y fue lanzada el 6 de septiembre de 2008 en los cines de Japón y el DVD fue lanzado el 22 de abril de 2009. La película es una compilación de los acontecimientos de la primera arco de la serie (episodios uno al quince), con alrededor de 20 minutos de escenas nuevas de animación.
Una segunda película, Gurren Lagann The Movie: The Lights in the Sky are Stars' (劇場版天元突破グレンラガン螺巌?  "Gekijōban Tengen Toppa Guren Ragan Ragan Hen") fue lanzada en los cines de Japón el 25 de abril de 2009. Se centra en la segunda mitad de la serie, aportando más nueva escenas que la primera película. El DVD japonés fue lanzado el 27 de enero de 2010.
Selecta Visión lanzó de manera limitada a partir de la VI Japan Weekend de Madrid de septiembre de 2012 las dos películas dobladas para España hasta fin de existencias, con los títulos de "El fin de la infancia" y "Las luces en el cielo son estrellas".

### OVAS
The Parallel Works es una serie de videos musicales lanzados por Studio Gainax, que parodian libremente otros animes con personajes de Gurren Lagann. También presenta una precuela de la serie que sigue la vida de Lordgenome que luego se editaría y usaría como introducción a la película El fin de la infancia.
La serie en total tiene 16 episodios.

## Recepción
El anime ha recibido elogios desde su lanzamiento y ha ganado varios premios;
recibió un Premio a la Excelencia en el 2007 en Japan Media Arts Festival. Su director Hiroyuki Imaishi recibió un premio individual a la "Mejor personal" en el 12 º Animation Kobe Festival de ese mismo año por su trabajo en la serie.
En 2008, durante la 7 ª entrega anual de la Tokyo International Anime Fair, Gurren Lagann ganó el premio "Mejor Producción de Televisión" de adjudicación. Además, el "Mejor Diseño de Personaje" premio que fue otorgado a Atsushi Nishigori por su trabajo en el anime.
Gurren Lagann recibió elogios generalizados de la crítica desde su lanzamiento. El programa actualmente se encuentra al 100% en Rotten Tomatoes, según 17 reseñas, con la lectura de consenso de la crítica: "Este jugueteo subterráneo brilla en la pantalla con una animación brillante, personajes carismáticos y una escritura subversiva, lo que lo convierte en un espectáculo humorístico que cualquier conocedor del anime puede apreciar." Es uno de varios animes de ciencia ficción que recibieron una calificación del 100 % en Rotten Tomatoes.
Ian Wolf de Anime UK News declaró, "cuando miras la forma en que se hizo todo, la historia que se creó, los personajes que se retrataron y la gran escala de todo el proyecto, todo se combina en lo que probablemente sea uno de los mejores animes de todos los tiempos" Guillermo Kurten de Comic Book Resources (CBR) lo calificó como uno de los "clásicos modernos" del anime, elogiando el estilo artístico y la animación, la acción, los mechas, el elenco de personajes y sus relaciones emocionales, la construcción del mundo aumentando gradualmente las apuestas, el tono "exagerado y alegre", y para tratar problemas del mundo real. Michael Iacono de CBR también elogió el uso que hace el anime de música hip hop, incluida "la que podría ser la mejor canción de hip-hop del género" de anime en hip hop.

## Curiosidades
- En el capítulo 6, cuando Yoko se encuentra peleando con las conejitas, una de ellas tiene el peinado de Asuka y a su lado se encuentra una con el peinado de Rei, ambas de Neon Genesis Evangelion, además de las protagonistas de gunbuster/diebuster.
- En el episodio 6 aparece Mahoro de Mahoromatic como una mujer conejo.
- Se puede apreciar una estatuilla de Pikachu junto al rey espiral cuando era niño.
- Entre los robots del ejército del rey espiral en Tengen Toppa Gurren Lagann Gurren-hen se pueden apreciar a Mazinger Z, Getter Robo y a Kotetsu Jeeg.
- En el capítulo 6, las aguas termales en las que entran, hace una referencia a las aguas termales de El Viaje De Chihiro
- Es posible que el personaje Leeron Littner sea un monstruo-humano, ya que nunca envejece, aunque cabe la posibilidad que use cirugías para verse más joven.
- El tema de Viral se llama Nikopol, posiblemente haciendo referencia al cómic del mismo nombre escrito por Enki Bilal.
- Yoko aparece como cameo en One Piece en el episodio 411